# Xu Feng
Pour les articles homonymes, voir Xu Feng (album) et Hsu.
Xu Feng (parfois transcrit Hsu Feng) est une actrice et productrice taïwanaise née le 17 août 1950 à Yuanlin (en), dans le district de Changhua.
En tant qu'actrice elle est remarquée pour son regard froid et expressif et s'est notamment illustrée dans les films de King Hu ; bien qu'elle ait interprété des rôles dans différents genres, elle s'est surtout spécialisée dans les films de cape et d'épée et policiers. Comme productrice elle a notamment produit le film Adieu ma concubine.

## Biographie
Née dans une famille originaire de Chine continentale, elle perd son père très jeune et déménage avec sa mère et son beau-père à Taipei. Cherchant un emploi, elle postule auprès de diverses structures dès l'âge de quinze ans et reçoit ainsi une réponse favorable à la fois d'une usine d'électronique et de la compagnie Union Film ; la seconde proposition étant arrivée juste avant la première, elle intègre la structure de formation de la compagnie pendant un an et demi et y est remarquée par King Hu.
En 1967, elle signe un contrat à la Union Film Company et obtient un petit rôle dans le film à succès Dragon Gate Inn ; elle obtient ensuite le rôle principal du film suivant de King Hu, A Touch of Zen, dont le tournage commence en décembre 1967 mais s'étale sur plusieurs années et qui ne sort qu'en 1970. Elle reçoit en 1971 un prix d'interprétation pour un autre film de la Union Film, A City Called Dragon. Après l'expiration de son contrat à Union Film vers 1972, elle mange à tous les râteliers et poursuit sa carrière à la fois auprès des majors de Hong Kong (Golden Harvest, et un film pour la Shaw Brothers) et du cinéma indépendant hongkongais et taïwanais.
Elle met fin à sa carrière d'actrice en 1980, après avoir joué dans une cinquantaine de films. En 1986, avec le soutien financier de son second mari, elle fonde la société de production Tomson Films, avec laquelle elle produit à la fois des films d'art et essai et des films commerciaux.
Elle est membre du jury à la Mostra de Venise en 2004. À la mort de son mari la même année, elle prend les rênes du groupe Tomson.
Dans les années 2010, elle s'implique dans la préservation du patrimoine cinématographique en finançant la restauration des films de King Hu et la formation de spécialistes de la restauration.

## Récompenses et hommages
Elle reçoit plusieurs Golden Horses, dont un pour l'ensemble de sa carrière en 2017.
Elle inspire à John Zorn son album Xu Feng.
En France, sa réception concerne deux types de public très différents : celui des festivaliers et de la critique (pour les films de King Hu), et celui des salles de cinéma spécialisées (pour ses films d'arts martiaux distribués dans les années 1970 sous le nom générique et désobligeant de « karaté-soja »).

## Filmographie (incomplète)

### Actrice
- 1967 : Dragon Gate Inn de King Hu
- 1969 : A City Called Dragon (Golden Horse du meilleur espoir féminin)
- 1970 : A Touch of Zen (Xiá Nǚ) de King Hu
- 1972 : L'Épée de la puissance
- 1973 : L'Auberge du printemps (Ying chun ge zhi Fengbo) de King Hu
- 1973 : Le Châtiment des traîtres (Hei dao xing) (aussi connu sous le titre End of the Black, et en français sous le titre Le Bon, la Brute et le Traître[6])
- 1973 : White Butterfly Killer
- 1973 : Win Them All de Kao Pao-shu
- 1974 : Sexe, amour et haine de Chu Yuan
- 1974 : Chase Step by Step (en)
- 1975 : L'Attaque dura cinq jours
- 1975: Les 18 Implacables du temple de Shaolin (18 Shaolin Disciples)
- 1975 : Le Tigre de Shaolin (Dragon Gate)
- 1975 : Pirates et Guerriers de King Hu
- 1975 : The Chinese Amazons
- 1976 : Assassin (Golden Horse de la meilleure actrice)
- 1976 : Love in the Twilight Zone
- 1977 : Le Vengeur (To Kill With Intrigue) de Lo Wei
- 1977 : The Face Behind the Mask (en)
- 1978 : Raining in the mountain de King Hu
- 1979 : Legend of the Mountain (Shan-chung ch'uan-ch'i) de King Hu
- 1980 : Les Tigres de la huitième escorte
- 1980 : The Pioneers (Golden Horse de la meilleure actrice)

### Productrice
- 1988 : Tonight's Starlight Is Splendid (Gam ye sing gwong chaan laan) de Ann Hui
- 1990 : Red Dust (Gungun hongchen) de Yim Ho
- 1993 : Adieu ma concubine (Ba wang bie ji) de Chen Kaige
- 1996 : Temptress Moon (Feng yue) de Chen Kaige
- 2004 : Shanghai Story